# Institut national d'astrophysique
Pour les articles homonymes, voir INAF.

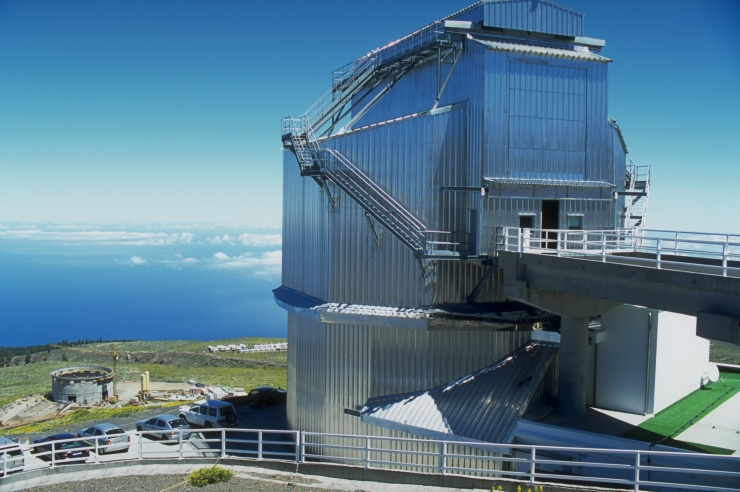
Le telescopio nazionale Galileo, plus grand télescope italien, est géré par l'INAF et se situe à La Palma aux Canaries

L'Institut national d'astrophysique, en italien Istituto nazionale di astrofisica, en abrégé INAF, est le principal centre de recherche en astronomie et astrophysique italien. Il emploie 1 200 personnes et regroupe 19 centres en Italie ainsi qu'un centre à l'étranger. Ces établissements sont , :
- En Italie :
  - à Bologne :
    - Observatoire astronomique de Bologne
    - Institut d'astrophysique spatiale et de physique cosmique, IASF
    - Institut de radioastronomie (en), IRA

  - à Cagliari :
    - Observatoire astronomique de Cagliari (en)

  - à Catane :
    - Observatoire astrophysique de Catane

  - à Florence :
    - Observatoire astrophysique d'Arcetri

  - à Milan :
    - Observatoire astronomique de Brera
    - Institut d'astrophysique spatiale et de physique cosmique, IASF

  - à Naples :
    - Observatoire astronomique de Capodimonte

  - à Padoue
    - Observatoire astronomique de Padoue

  - à Palerme
    - Observatoire astronomique de Palerme
    - Institut d'astrophysique spatiale et de physique cosmique, IASF

  - à Rome
    - Observatoire astronomique de Rome
    - Institut d'astrophysique et de planétologie spatiale de Rome (IAPS) résultant de la fusion en 2012 de l'Institut d'astrophysique spatiale de Rome et de l'Institut de physique de l'espace interplanétaire de Rome

  - à Teramo
    - Observatoire astronomique de Teramo

  - à Turin
    - Observatoire astronomique de Turin
    - Institut de physique de l'espace interplanétaire, IFSI

  - à Trieste
    - Observatoire astronomique de Trieste

- En dehors du territoire italien
  - Sur l'île de La Palma, aux Canaries : le Telescopio Nazionale Galileo, plus grand télescope italien ;
  - Au mont Graham, dans l'Arizona aux États-Unis : participation avec plusieurs instituts de recherche d'Allemagne et des États-Unis au Large Binocular Telescope ;
  - L'INAF est membre de l'Observatoire européen austral.